# Station Marœuil
Station Marœuil is een spoorwegstation in de Franse gemeente Marœuil.